# Resistência italiana

Bandeira do Arditi del Popolo, organização antifascista de Civitavecchia. Mostra um machado cortando o fasces (símbolo adotado pelo fascismo).

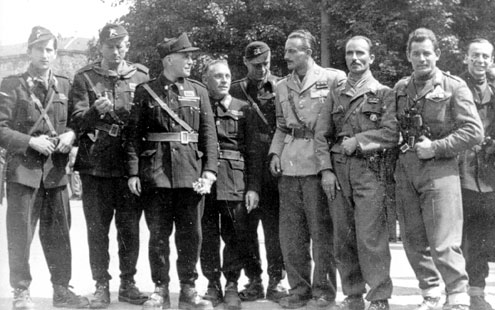
Partisans (partigiani) italianos.

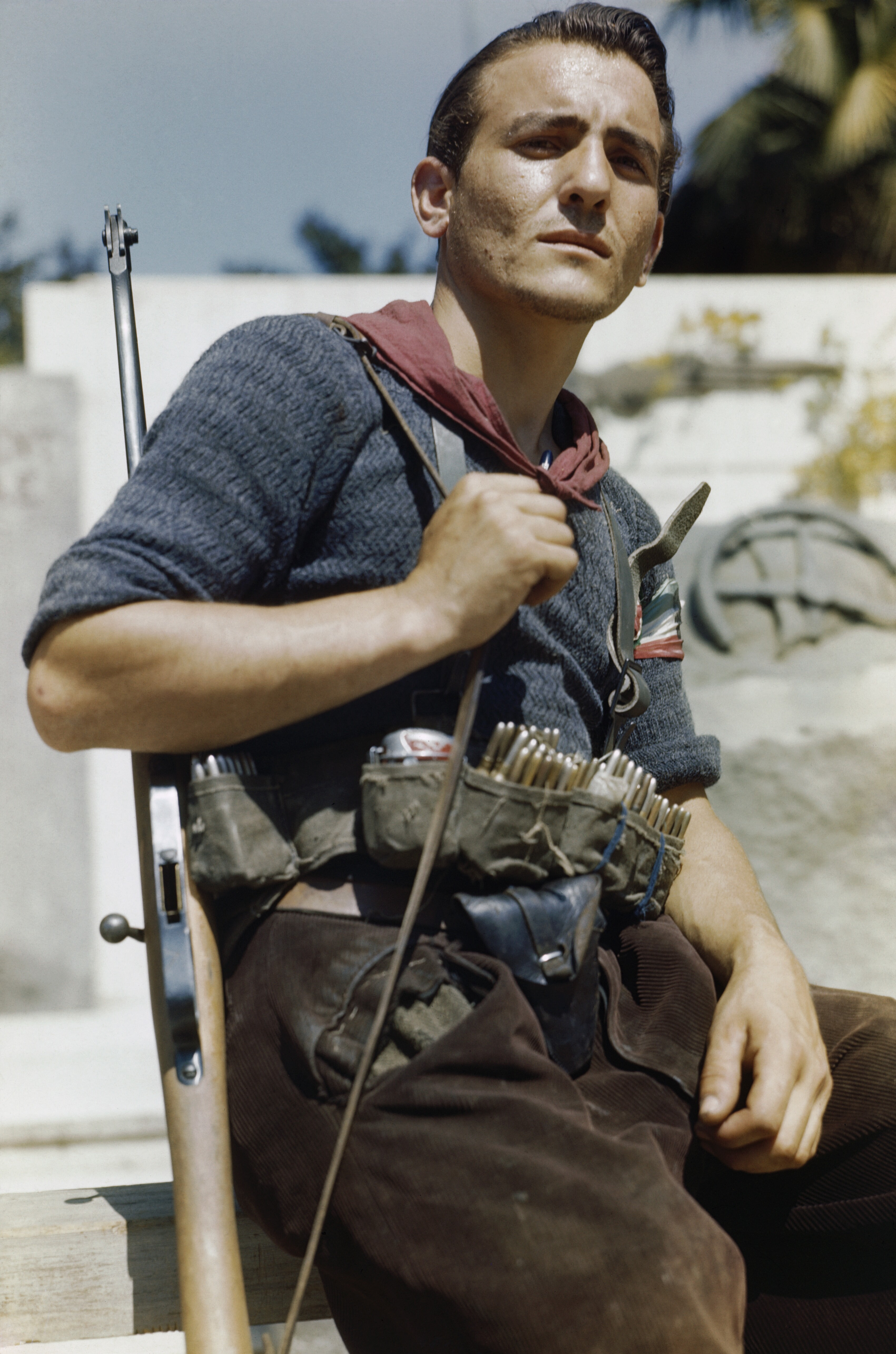
Um membro da resistência italiana, em agosto de 1944, na cidade de Florença.

A Resistência italiana (em italiano, Resistenza italiana ou partigiana) foi um movimento armado de oposição ao fascismo e à ocupação da Itália pela Alemanha Nazista, bem como à República Social Italiana — fundada por Benito Mussolini. A Resistência italiana enquadra-se historicamente no fenômeno europeu mais amplo de resistência à ocupação nazista. Seu principal representante era o CLN Italiano
Como movimento armado, baseado em uma estratégia de guerrilhas, surge quando a Itália é invadida pela Alemanha, após o estabelecimento do Armistício de Cassibile, a 8 de setembro de 1943, entre a Itália e os Aliados. Muitos, entretanto, consideram que a Resistência Italiana já existisse desde 1922, quando tem início a ascensão do fascismo. Seus membros eram conhecidos como partigiani. (que é o plural de partigiano)
Grupos posteriores são formados por soldados do Exército Real Italiano que conseguiram escapar da invasão alemã da Península Itálica efetuada após Pietro Badoglio substituir Benito Mussolini como primeiro-ministro do Reino da Itália. Esses grupos se expandem com a captura de armas dos alemães e fornecimento de armas em missões aéreas arriscadas em que forças aliadas como a força aérea brasileira lançavam armas do ar. esses paraquedistas saltavam em áreas desprotegidas e eram escondidos por moradores locais. Os grupos se utilizavam muito de emboscadas para cumprir seus objetivos. Quando cercados eles usavam o conhecimento do local para achar rotas de fuga para escapar. Esses rebeldes dependiam de moradores locais para obter suprimentos e esconderijos.
Após a rendição das tropas alemãs, que foi realizada em parte graças a ajuda de tropas da resistência em batalhas como a de Bolonha, o movimento se dissolveu, em abril de 1945. Calcula-se que tenham participado da luta armada da Resistência mais de 300 000 pessoas — das quais, cerca de 35 000 eram mulheres — de tendências políticas diferentes e às vezes antagônicas. Havia católicos, comunistas, liberais, socialistas, monarquistas, anarquistas, entre outros. Os partidos que participavam da Resistência, reunidos no Comitê de Liberação Nacional (CLN), constituiriam mais tarde os primeiros governos do pós-guerra. 
Na Resistência estão as origens da República Italiana. A assembleia constituinte, eleita em 1946 foi majoritariamente composta pelos partidos do CLN, que elaboraram a constituição da República Italiana, inspirada nos princípios da democracia e do antifascismo. Em 2 de junho de 1946, um referendo resultou na abolição da monarquia e na instalação de uma república, com a adoção da nova constituição em 1 de janeiro de 1948.